# Sak Ch’een
 (avril 2019).
Si vous disposez d'ouvrages ou d'articles de référence ou si vous connaissez des sites web de qualité traitant du thème abordé ici, merci de compléter l'article en donnant les références utiles à sa vérifiabilité et en les liant à la section « Notes et références ».

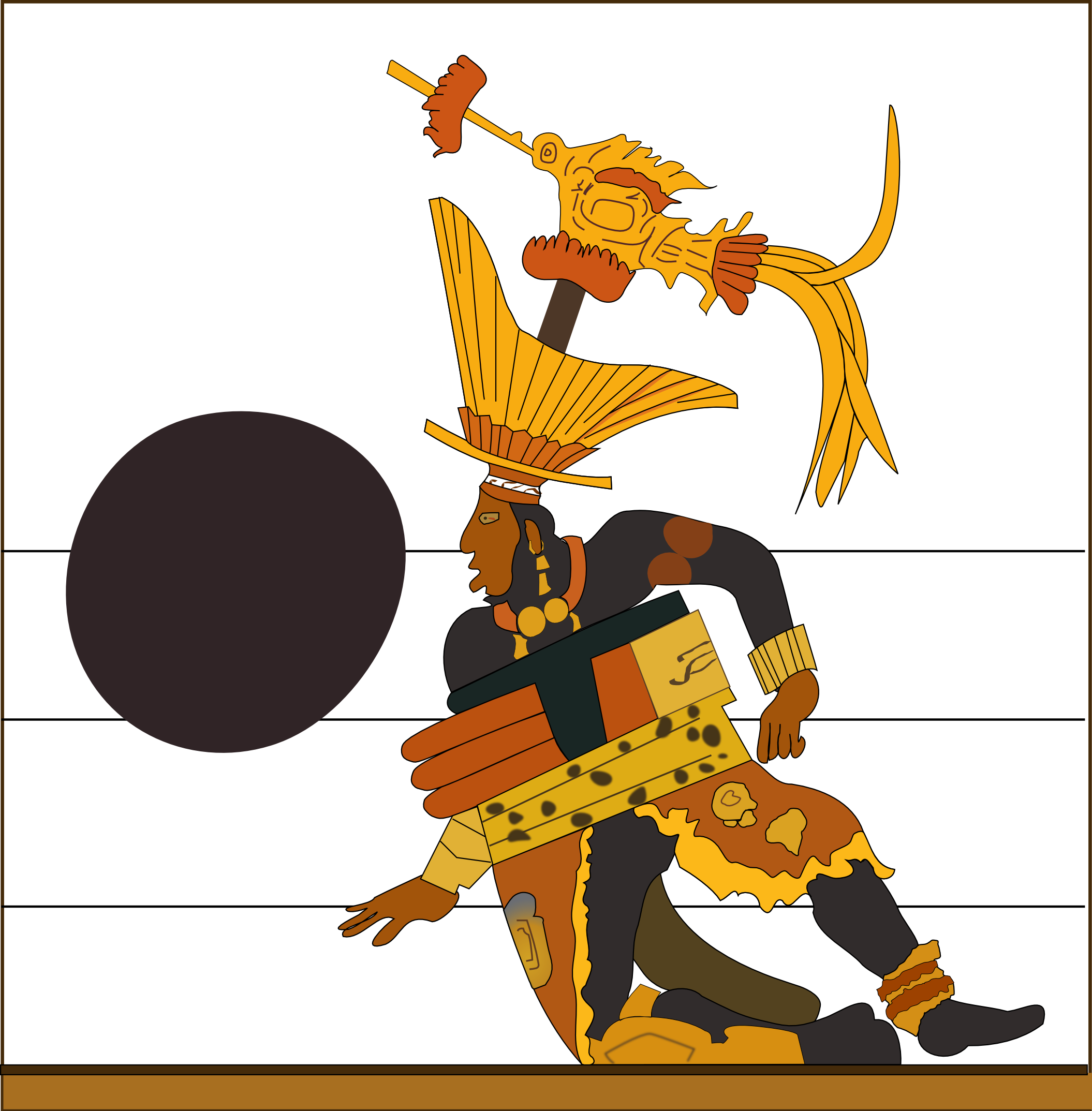
Dessin basé sur une peinture d'un vase maya, représentant probablement Sak Ch’een jouant au jeu de balle

Sak Ch’een était un dirigeant maya de la cité-état de Motul de San José au Guatemala.
Sak Ch’een est représenté sur un vase cylindrique représentant une partie de jeu de balle entre les rois d'El Pajaral (cité maya) et de Motul de San José selon le mayaniste David Stuart. Il a été proposé que le vase ait été créé par le roi d'El Pajaral pour commémorer la visite de Sak Ch’een.
Sak Ch’een est représenté vêtu d'un large joug en peau de daim et garni de plumes, et d'une coiffe extrêmement élaborée. Il se laisse tomber sur son genou (pad) pour frapper la balle dont les proportions sont exagérées.